# قرش أبو مطرقة الجناح الأبيض
قرش المطرقة الجناح الأبيض هو نوع من أسماك القرش في أسرة القروش المطرقة.يعيش على ساحل الشرقي للمحيط الأطلسي وفي جرف جبل طارق.

## وصلات خارجية
- موقع يهتم بأسماك القرش المطرقية